# Rudolf Juchems
Rudolf Hans Juchems (* 30. Juni 1929 in Würselen bei Aachen; † 5. September 2008 in Aschaffenburg) war ein deutscher Mediziner, Kardiologe und Hochschullehrer.

## Leben
Rudolf Juchems machte sein Abitur am Aachener Couven-Gymnasium. Er studierte nach dem Zweiten Weltkrieg in Erlangen und Bonn Medizin. Nach seinem Staatsexamen und der Promotion in Bonn 1956 war er als Assistenzarzt an der Mayo Clinic in Rochester/USA und an der Julius-Maximilians-Universität in Würzburg tätig. Als Oberarzt habilitierte er sich 1964 an der Universität Würzburg, wurde dort 1970 außerplanmäßiger Professor für Innere Medizin und erhielt 1970 einen Ruf auf die Leitung der Medizinischen Abteilung als Chefarzt in Aschaffenburg, wo er ab 1974 auch Ärztlicher Direktor der Städtischen Krankenanstalten war.
Juchems war Mitglied verschiedener wissenschaftlicher Gesellschaften, unter anderem der New York Academy of Science. Er war Vorstandsmitglied der Deutschen Gesellschaft für internistische Intensivmedizin, der Interdisziplinären Gesellschaft für Intensivmedizin und des Deutschen Beirats für Wiederbelebung und Erste Hilfe. 1991 war er Mitbegründer der Arbeitsgruppe kardiologische Intensivmedizin in der Deutschen Gesellschaft für Kardiologie. Er war Mitbegründer und Ehrenmitglied des European Resuscitation Council.
Juchems war Herausgeber des Mayo Clinic Gesundheits-Briefs. Er war Mitglied der katholischen Studentenverbindungen KDStV Gothia Erlangen und KDStV Markomannia Würzburg.
Er war katholisch und seit 1961 verheiratet mit der Ärztin Olga geborene Hahn; aus der Ehe stammen fünf Kinder (Eva, Alexander, Karin, Bettina und der spätere Radiologe und Chefarzt Markus Juchems).

## Ehrungen und Auszeichnungen
- Bundesverdienstkreuz am Bande des Verdienstordens der Bundesrepublik Deutschland
- Aufnahme in die New York Academy of Sciences
- Ehrenmitglied des European Resuscitation Council[2]
- Mitglied der Doctors Mayo Society
- Mitglied der Plummer Society

## Schriften (Auswahl)
- Über die Wirkung von Phenothiazinderivaten auf den isolierten Meerschweinchendarm. 1956.
- Zur Definition des Kreislaufzeit-Herzfrequenzproduktes, seine Bedeutung unter physiologischen und pathologischen Verhältnissen am Menschen. 1964.
- Ganzkörperplethysmographie zur Messung des Zeit- und Schlagvolumens. Goldmann, 1970.
- Klinische Phonokardiographie: mit 111 Phonokardiogrammen. [auf Italienisch auch 1974 erschienen] 3. Auflage. Boehringer, 1975.
- Herz-Kreislaufkrankheiten. Eine Einführung. 1981.
- etwa 100 Einzelveröffentlichungen (Stand 1985).